# Besakih
Besakih est un desa du kecamatan de Rendang dans le kabupaten de Karangasem (province de Bali, Indonésie).
Il abrite le pura du même nom.

## Histoire
Initialement, la région du village de Besakih est une région sauvage inhabitée. Vers le IXe siècle, Sang Yogi Markandya arrive, accompagné de sa suite de centaines de personnes, dans le but de trouver une nouvelle colonie. Il vient de la région autour du mont Raung, dans le Java oriental. Cependant, l'arrivée à Bali de la première vague est un échec, la population étant décimée par les maladies, les animaux sauvages, etc. Face à cette réalité, il retourne à Java pour chercher un accompagnement tout en demandant au Tout-Puissant de le guider. Après avoir réussi à obtenir de nouvelles personnes pour l'accompagner et reçu une aide sur la façon de gérer les perturbations à Bali, il y retourne. C'est lors de cette seconde vague qu'il organise une cérémonie où Panca Datu est planté pour demander la sécurité. Il s'est avéré qu'après avoir effectué la cérémonie, la population a survécu et pu s'installer à cet endroit.
Le nom de Besakih est lié à cette histoire de l'arrivée de Sang Yogi Markandya, en particulier à la mise en œuvre de la cérémonie de plantation de Panca Datu lors de la seconde vague. L'endroit où il l'a planté a reçu le nom de Basuki qui signifie « sécure », et à cet endroit est également construit un pura nommé Pura Basukihan. Pendant ce temps, selon des sources écrites telles que l’inscription Penataran Besakih avec l'année Saka 1366 (soit 1444) qui est conservée dans la réserve Gedong du temple Penataran Agung Besakih, le village est notamment mentionné sous les noms « Ulun Dang ring Basuki » et « Ing Basuki ». L’Inscription Batumadegqui est conservée dans le bâtiment Saraswati Merajan Selonding Besakih, et mentionne « Anglurah Mangku Basuki ». L’Inscription du temple Gaduh Sakti dans le village de Selat mentionne l'anneau du mont Basuki Bhatara. De cette description, on peut déduire que le nom « Besakih » vient du mot Basuki qui signifie « Félicitations », qui évolue vers « Basukih » puis « Besakih ».

## Population
La population du village de Besakih s'élève à 3 738 hommes et 3 459 femmes, avec un sex-ratio de 108.